# Alberta Hunter
Alberta Hunter (* 1. April 1895 in Memphis, Tennessee; † 17. Oktober 1984 in New York City, New York) war eine afro-amerikanische Blues- und Jazz-Sängerin und Songschreiberin.

## Leben
Alberta Hunter ging mit 12 Jahren nach Chicago; nach unterschiedlichen Quellen riss sie entweder von zu Hause aus, oder ihre Familie zog um. Sie hielt sich mit Jobs wie Kartoffelschälen über Wasser, war aber entschlossen, Sängerin zu werden. Nach Anfängen in billigen Etablissements arbeitete sie mit dem Pianisten Tony Jackson im Elite Cafe #1. Nach einem Engagement im Panama Cafe, wo sie 1915 auch mit Florence Mills und Mattie Hite auftrat, erhielt sie eine Anstellung in einem der angesagtesten Clubs, dem Dreamland Café.
Die größten Erfolge ihrer Karriere als Sängerin und Songschreiberin erlebte sie vor allem in den 1920er und 1930er Jahren. Sie trat in Clubs und auf Bühnen in New York City und London auf. Zu ihren bekanntesten Songs gehört die schlüpfrige Ballade „(My Man is Such a) Handy Man“; mit Lovie Austin schrieb sie den „Down Hearted Blues“, der 1923 durch Bessie Smith bekannt wurde. Ab Mai 1921 spielte sie bei Black Swan Records Schallplatten ein, zunächst begleitet von der Band von Fletcher Henderson. Zwischen 1922 und 1927 ging sie mehrmals mit Perry Bradford ins Aufnahmestudio; 1923 nahm sie mit der Original Memphis Five auf und 1924 mit Clarence Williams und Louis Armstrong. Ihr einziger Charterfolg war W. C. Handys „Beale Street Blues“, bei dem sie Fats Waller an der Orgel begleitete; er erreichte #16 der Billboard Top 30.
Während des Zweiten Weltkriegs und des Korea-Kriegs war Hunter in der Truppenunterhaltung tätig. Mitte der 1950er Jahre, nach dem Tod ihrer Mutter, gab sie die Musik gänzlich auf. Mit falscher Altersangabe und einem gefälschten High-School-Diplom begann sie eine Ausbildung als Krankenschwester, um dann im New Yorker Goldwater Memorial Hospital zu arbeiten. Nach elf Jahren Studioabstinenz konnte der Produzent Chris Albertson sie 1961 zu neuen Aufnahmen überreden. Sie war unter anderem mit Lil Armstrong und Lovie Austin im Studio, mit denen sie bereits in den 1920ern aufgetreten war. Alberta Hunter genoss das Singen, wollte aber weiterhin als Krankenschwester arbeiten. 1977 wurde sie jedoch mit 81 Jahren in den Ruhestand geschickt.
1978 nahm Hunter im Alter von 82 Jahren das Album The Amtrak Blues auf und begann wieder aufzutreten. Ein zweiwöchiges Engagement im Cookery, einem kleinen Club im New Yorker Greenwich Village, wurde wegen des unerwarteten Erfolgs auf unbestimmte Zeit verlängert. Es folgten neue Aufnahmen, Fernsehauftritte, Einladungen aus aller Welt (z. B. Berliner Jazztage 1982 mit TV-Liveübertragung der ARD), Tourneen und ein Auftritt im Weißen Haus. Für Robert Altman schrieb sie Musik zu dem Film Remember My Name.
Alberta Hunter trat bis kurz vor ihrem Tod am 17. Oktober 1984 auf. Ihr Leben war die Grundlage für das Musical Cookin’ in the Cookery. 2009 wurde ihr Album Amtrak Blues in die Blues Hall of Fame der Blues Foundation aufgenommen, 2011 die Künstlerin selbst.

## Diskografie

### Alben
- Alberta Hunter with Lovie Austin and her Blues Serenaders (1962)
- Amtrak Blues (1978)
- Legendary Alberta Hunter: ’34 London Sessions  (1981)
- The Glory of Alberta Hunter (1981)
- Classic Alberta Hunter: The Thirties (1981)
- Young Alberta Hunter: The Twenties (1981)
- Complete Recorded Works, Vol. 1 (1921–1923)(1996)
- Complete Recorded Works, Vol. 2 (1923–24) (1996)
- Complete Recorded Works, Vol. 3 (1924–27) (1996)
- Complete Recorded Works, Vol. 4 (1927–46) (1996)
- Downhearted Blues: Live at the Cookery (2001)
- Songs We Taught Your Mother reissue Original 1961 (2003)

### DVD
- Alberta Hunter – Jazz at the Smithsonian live Video (1991)
- Alberta Hunter – My Castle’s Rockin’  DVD (1992)
- Alberta Hunter – Jazz Master’s Series DVD (2005)[7]